# Flattr
Flattr és un sistema de micropagaments via web creat per Peter Sunde i posat en marxa en agost del 2010. El sistema consisteix en el fet que els usuaris paguen una quantitat fixa que es dividida al final de mes entre els llocs web als quals l'usuari ha seleccionat com a receptors. Els receptors tenen com a requeriment que donen 2 euros al mes com a mínim per a poder rebre ells.
Els seus competidors són Rewrdr i Kachingle.
Al principi solament es posà en marxa com a beta tancada.
El 2016 col·laborà amb AdBlock per tirar endavant un sistema que permetera i facilitara el micropagament per part dels usuaris cap als creadors de contingut en línia anomenat Flattr Plus.